# Януш Андрій Русланович
Андрій Русланович Януш (23 березня 1999, м. Івано-Франківськ — 25 лютого 2022, м. Миколаїв) — старший солдат Збройних Сил України, учасник російсько-української війни, який загинув під час російського вторгнення в Україну.

## Життєпис
Народився 23 березня 1999 року в місті Івано-Франківську.
Закінчив Івано-Франківську загальноосвітню школу № 25 та Івано-Франківський професійний ліцей транспорту і будівництва.
Після закінчення строкової служби в м. Житомир у військовій частині № 199 і у 80-й десантно-штурмовій бригаді у м. Львів уклав контракт зі Збройними Силами України та був направлений до району проведення АТО. Згодом отримав відрядження та прибув у військову частину для подальшого несення служби.
У 2022 році, з початком російського вторгнення в Україну, відбув у зону ведення бойових дій.
Загинув 25 лютого 2022 року в результаті авіаційної атаки російських окупантів під час оборони Миколаєва. Похований 4 березня 2022 року на Алеї Слави в селі Чукалівці Івано-Франківської області.

## Нагороди
- Орден «За мужність» III ступеня (2022, посмертно) — за особисту мужність і самовіддані дії, виявлені у захисті державного суверенітету та територіальної цілісності України, вірність військовій присязі.

## Вшанування пам'яті
8 серпня 2022 року, в рамках програми "Івано-Франківськ — місто Героїв"м, на фасаді ліцею № 25, де навчався Андрій Януш, було встановлено анотаційну дошку пам'яті Героя. На заході був присутній міський голова Івано-Франківська Руслан Марцінків.